# Yu Hung-chun

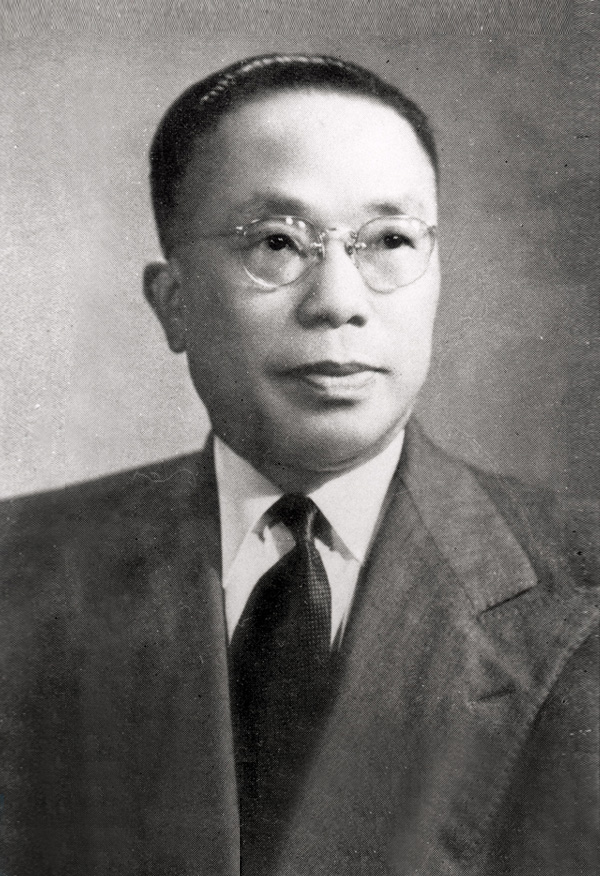

Yu Hung-chun (idioma chino: 俞鴻鈞; pinyin: Yú Hóngjūn; 4 de enero de 1898 - 1 de junio de 1960) fue un político chino nacido en el distrito de Xinhui en la provincia de Guangdong. 
En 1937 fue nombrado alcalde de Shanghái. Posteriormente formó parte del Gobierno de la República de China, siendo ministro de Finanzas (1944-1948), presidente del Banco Central (1948-1949, 1953-1954 y 1958-1960), gobernador de la provincia de Taiwán (1953-1954) y presidente del Yuan Ejecutivo desde el 1 de junio de 1954 hasta el 14 de julio de 1958.
| Predecesor: Chen Cheng  | Primer ministro de la República de China 1954 – 1958 | Sucesor: Chen Cheng   |
| Predecesor: Wu Kuo-Chen | Gobernador de la provincia de Taiwán 1953-1954       | Sucesor: Yen Chia-kan |

- Datos: Q708912
- Multimedia: Yu Hongjun / Q708912